# Abietinsyra
Abietinsyra, (CH3)4C15H17COOH, är en karboxylsyra och en av huvudbeståndsdelarna i tallharts (kolofonium). Den andra huvudbeståndsdelen i tallharts är pimarsyra. Abietinsyra har konjugerade dubbelbindningar.
Dessa hartser används huvudsakligen för limning av papper.